# Walter Lamar Scott

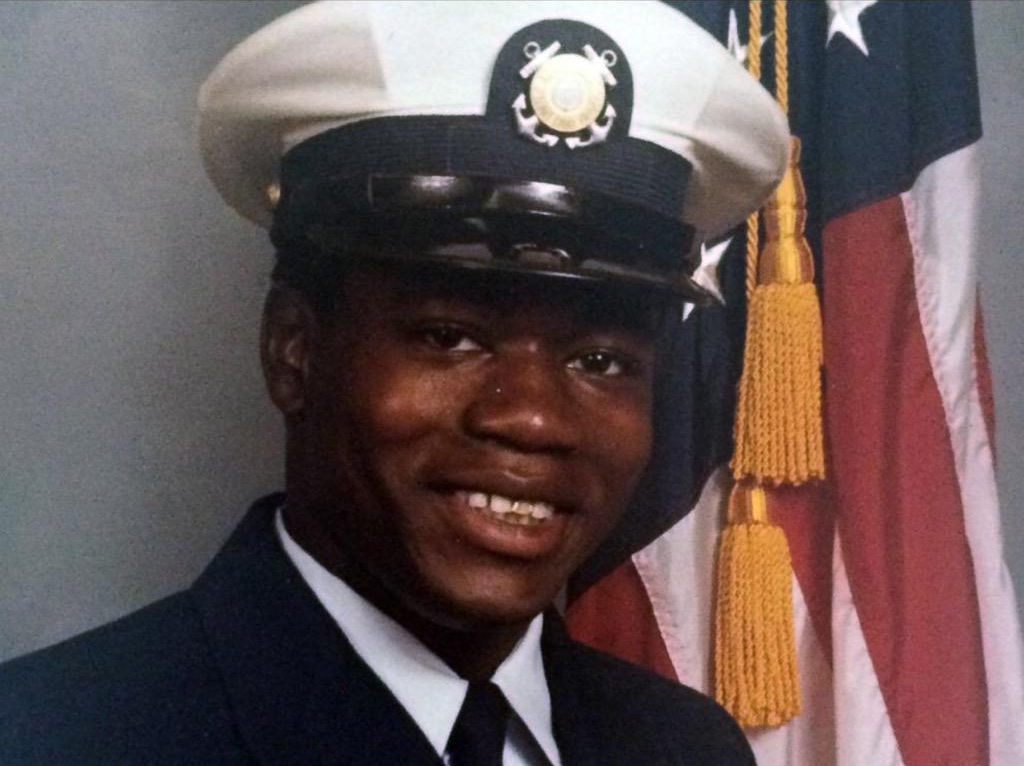
Walter Lamar Scott (um 1985)

Walter Lamar Scott (* 1965 oder 1966; † 4. April 2015 in North Charleston) war ein US-amerikanischer Gabelstaplerfahrer, der vom Polizisten Michael Slager erschossen wurde.
Der 50-jährige Scott wurde von dem damals 33-jährigen Slager bei einer Verkehrskontrolle wegen eines defekten Bremslichts angehalten. Da gegen Scott seit 2013 ein Haftbefehl wegen nicht gezahlten Kindesunterhalts vorlag, floh er zu Fuß. 1986 war Scott wegen Drogenmissbrauchs unehrenhaft aus der United States Coast Guard entlassen worden. Slager verfolgte Scott zu Fuß. Er traf Scott mittels Elektroschockpistole. Als Scott die Flucht fortsetzte, gab Slager acht Schüsse mit einer Glock-Pistole auf ihn ab, von denen fünf trafen.
Ein Zeugenvideo, das durch einen Aktivisten von Black Lives Matter den Medien übergeben wurde, zeigte, dass keine Notwehrsituation bestand. Black Lives Matter führte landesweite Protestaktionen durch.
Am 7. April 2015 wurde Slager des Mordes beschuldigt. Bis Oktober 2016 befand er sich gegen Kaution in Hausarrest. Im Dezember 2016 wurde das Gerichtsverfahren für ungültig erklärt, nachdem nur elf der zwölf Juroren für schuldig gestimmt hatten. Im Mai 2017 stimmte Slager einer Verständigung im Strafverfahren zu. Er erklärte sich für schuldig, während im Gegenzug der Schusswaffengebrauch fallen gelassen wurde. Im Dezember 2017 verurteilte der zuständige Bundesrichter Slager zu 20 Jahren Haft wegen Second Degree Murder. 2018 trat er die Haft an.
2015 stimmte die Stadt North Charleston einem Vergleich zu, der Familie von Scott 6,5 Mio. $ zu zahlen.